# Omps
Omps település Franciaországban, Cantal megyében. Lakosainak száma 318 fő (2022. január 1.). Omps Saint-Mamet-la-Salvetat és Le Rouget-Pers községekkel határos.

## Népesség
A település népességének változása:
| Lakosok száma | 275  | 246  | 223  | 296  | 346  | 357  | 342  | 330  | 325  | 318  |
|               | 1968 | 1982 | 1990 | 2006 | 2013 | 2015 | 2017 | 2019 | 2020 | 2022 |